# Свєдомський Олександр Олександрович
Олександр Олександрович Свєдо́мський (рос. Александр Александрович Сведомский; нар. 19 вересня 1848, Санкт-Петербург — пом. 15 червня 1911, Рим) — російський художник, представник академізму. 

## Біографія
Народився 19 вересня 1848 року в місті Санкт-Петербурзі у дворянській родині. Старший брат художника Павла Свєдомського. Дитинство провів у родовому маєтку Михайловський Завод Осинського повіту Пермської губернії. 
Художню освіту здобув у Дюссельдорфі в Акдемії мистецтв та Мюнхені (у Е. Гебгардта, М. Мункачі). Подорожував разом з братом художніми центрами Європи. З 1875 року брати оселилися в Римі.
Помер у Римі 2 [15] червня 1911 року. Похований на Римському протестантському цвинтарі.

## Творчість
Твори:
- «Вулиця в Помпеях» (1882, Третьяковська галерея);
- «Казаміччіола на острові Іскія» (1883);
- «На березі Тібру» (1886, Третьяковська галерея).

У 1885—1896 роках брав участь у розписі Володимирського собору в Києві. 